# Saint-Zotique
Ne doit pas être confondu avec Saint Zotique.
Saint-Zotique, anciennement Concession-du-Lac, Longueuil-sur-le-Lac et Moulin-Biron, est une ville québécoise située dans la municipalité régionale de comté de Vaudreuil-Soulanges en Montérégie. Elle compte 7 934 habitants en 2016.

## Toponymie
Elle est nommée en l'honneur de Zotique de Rome.

## Histoire
En 1734, la seigneurie de la Nouvelle-Longueuil est concédée au Chevalier Paul-Joseph Le Moyne de Longueuil,, qui étend ainsi son domaine de la seigneurie de Soulanges, immédiatement à l'est.
La municipalité de la paroisse de Saint-Zotique est constituée en 1855. La municipalité du village de Saint-Zotique se détache en 1913. En 1967, les municipalités de village et de paroisse fusionnent pour former la municipalité actuelle. Le 4 avril 2009, celle-ci changea son statut de municipalité de village pour celui de municipalité. En 2023, celle-ci changea à nouveau son statut de municipalité pour celui de ville.
Dans les années 1930 ont lieu à Saint-Zotique des régates annuelles en canot ou en embarcation à moteur.

### Secteur Notre-Dame-des-Rivières
Situé à l'ouest de la ville, Notre-Dame-des-Rivières est un secteur qui a la particularité d'être parcouru par un réseau de canaux navigables qui passent à l'arrière des résidences.
Anciennement une zone marécageuse, le terrain est acheté par Marcel Léger et s’inspire des nombreux canaux qu'on trouve à Fort Lauderdale. Les canaux ont été construits entre 1958 à 1990.

## Géographie
Le sud de la municipalité est délimité par le fleuve Saint-Laurent qui coule vers l'est.
L'autoroute 20 la traverse d'ouest en est.

## Démographie
La population de Saint-Zotique croît rapidement; elle a ainsi doublé en un peu plus de quinze ans.
| 1986  | 1991  | 1996  | 2001  | 2006  | 2011  | 2016  | 2021  |
| ----- | ----- | ----- | ----- | ----- | ----- | ----- | ----- |
| 2 025 | 2 515 | 3 683 | 4 158 | 5 251 | 6 773 | 7 934 | 9 618 |

| Langue              | Population | Part (%) |
| ------------------- | ---------- | -------- |
| Français            | 6 300      | 93,1 %   |
| Anglais             | 305        | 4,5 %    |
| Français et anglais | 65         | 1,0 %    |
| Autres langues      | 100        | 1,5 %    |
| Total               | 6 770      | 100 %    |

## Administration

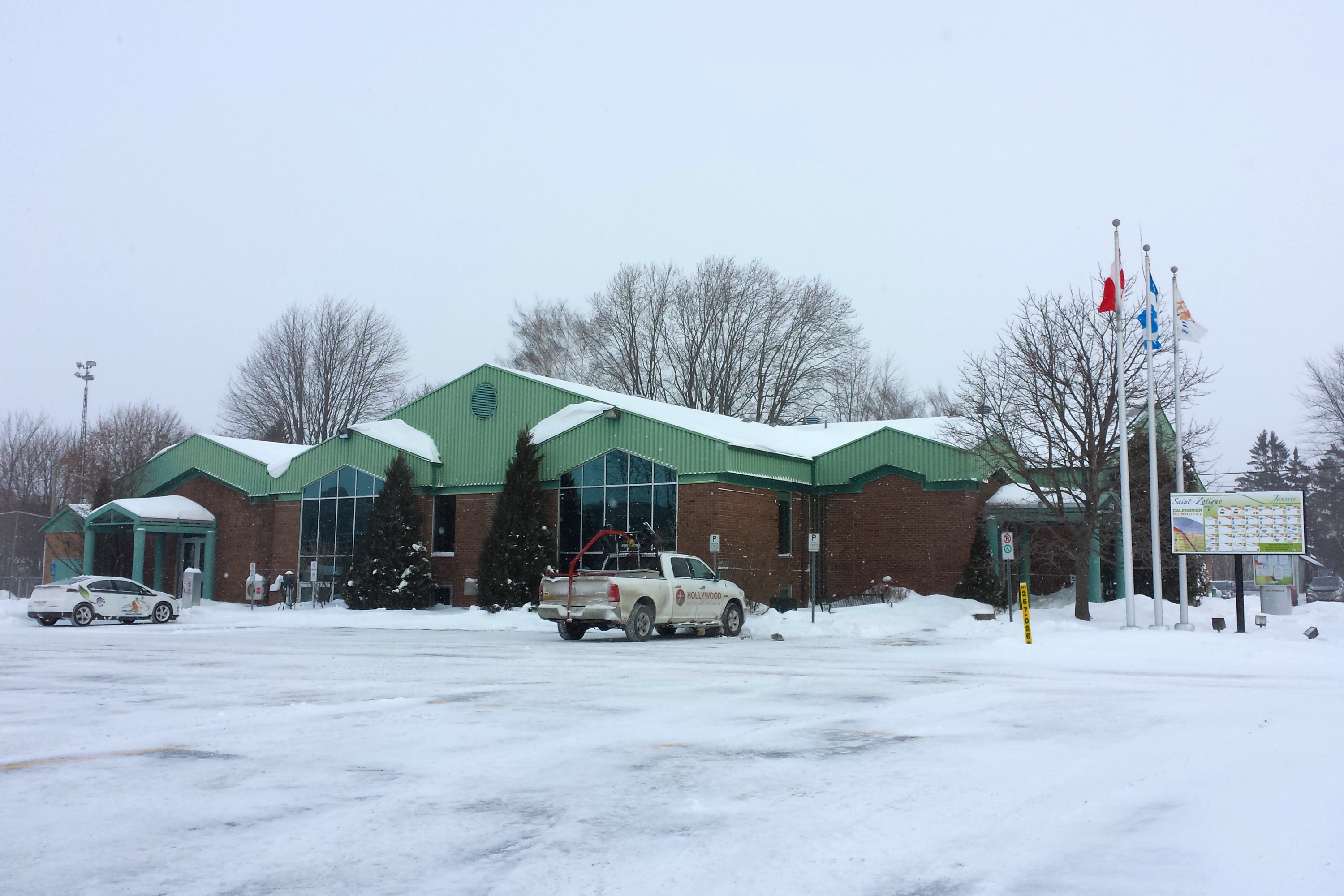
La mairie.

Le mode électoral de la municipalité est en bloc et par district. À l'élection de 2013, le conseiller Yvon Chiasson devient maire avec 53,6 % des voix devant Patrick Lécuyer avec un taux de participation de 52,4 %. Le parti du candidat défait à la mairie, Lécuyer et son équipe, fait par contre élire quatre conseillers sur six.
| Saint-Zotique Maires depuis 2002                                                                                      |                  |         |          |
| Élection | Maire            | Qualité | Résultat |
| 2002 | Robert Hovington |         | Voir     |
| 2005 | Gaëtane Legault  |         | Voir     |
| 2009 | Gaëtane Legault  | Voir    |          |
| 2013 | Yvon Chiasson    |         | Voir     |
| 2017 | Yvon Chiasson    | Voir    |          |
| 2021 | Yvon Chiasson    | Voir    |          |
| Élection partielle en italique Depuis 2005, les élections sont simultanées dans toutes les municipalités québécoises. |                  |         |          |

La ville de Saint-Zotique est rattachée à la municipalité régionale de comté de Vaudreuil-Soulanges. Elle ne fait pas partie de la Communauté métropolitaine de Montréal bien qu'elle soit incluse dans le territoire de la région métropolitaine de recensement de Montréal. Aux ordres gouvernementaux, la population de Saint-Zotique est représentée à l'Assemblée nationale du Québec par le député de la circonscription de Soulanges et à la Chambre des communes du Canada par le député de la circonscription de Vaudreuil-Soulanges.

## Économie
L'activité agricole est importante à Saint-Zotique, avec plusieurs fermes dont la Ferme Benoit Vernier. La marina La Grande Seigneurie, inaugurée en 2013 sur la rive du lac Saint-François, compte 50 places pour les bateaux.
On retrouve dans la municipalité un centre de services de la caisse Desjardins de Vaudreuil-Soulanges.

## Culture
La bibliothèque municipale est créée en 1981 et déménage en 2013 dans un bâtiment neuf, abrite une collection de 12 000 volumes. Le peintre animalier Claude Thivierge voit son œuvre Harelde boréale imprimée sur un timbre de Postes Canada.

## Éducation
Le centre de services scolaire des Trois-Lacs administre les écoles francophones :
- École de la Riveraine,
- École des Orioles, école pouvant accueillir 225 élèves qui a ouvert ses portes en 2013 en raison de la hausse rapide de la population[20].
- École Saint-Zotique
- L'école Léopold-Carrière aux Coteaux dessert la 2e Avenue[21].

Pour le niveau secondaire, les élèves de Saint-Zotique fréquentent l'école secondaire des Navigateurs, inaugurée pour l'année scolaire 2023-2024, située sur le territoire municipal.
La Commission scolaire Lester-B.-Pearson administre les écoles anglophones :
- L'école primaire Soulanges à Saint-Télesphore et l'École primaire Evergreen et l'École primaire Forest Hill (pavillons junior et senior) à Saint-Lazare servent à la ville[23].

## Société
L'église catholique Saint-Zotique est rattachée au diocèse de Valleyfield.